# شين (النرويج)
شيَن (بالنرويجية: Skien)‏ هي مدينة وبلدية في مقاطعة تلمارك في النرويج، هي جزء من المنطقة التقليدية المسماة غرنلاند. مدينة شين هي المركز الإداري للبلدية بالإضافة إلى أنها المركز الإداري لمقاطعة تلمارك. تُعتبر المدينة واحدة من أقدم المدن النرويجية، مع تاريخ حضري يعود إلى القرون الوسطى. في القرن الخامس عشر حكمت المدينة من قبل مجلس مكون من 12 عضواً. تأسست بلدية شين الحديثة في 1 يناير 1838. تم دمج البلديات الريفية ياربن وسولوم ببلدية شين في 1 يناير 1964.

## التاريخ
كانت شين مركزاً تجارياً منذ أكثر من ألف عام، مما يدل عليه اكتشاف حيوان شين. وتاريخياً كانت شين أهم ميناء نرويجي لشحن الأخشاب وواحدة من المدن التجارية الرائدة في النرويج مع تواصل كثيف مع دول الجوار. وهي أيضاً مسقط رأس الكاتب المسرحي هنريك إبسن.

## السكان
يُعتبر تجمّع غرنلاند السكّاني المكوَّن من شين وبورشغرون السابع نرويجياً من حيث عدد السكان وذلك بحسب مكتب الإحصاءات النرويجي، ويمتد على مساحة ثلاث بلديات: بلدية شين (حوالي 62% من السكان) وبلدية بورشغرون (30%) وبلدية بامبله (8%). وتُعَد المنطقة موطناً لأكثر من 100,000 شخص.

## توأمة
لشين (النرويج) اتفاقيات توأمة مع كل من:
- سورينتو
- بيلوزيرسك
- Jõhvi Parish [الإنجليزية]‏
- Loimaa [الإنجليزية]‏
- جاكسون
- Onești [الإنجليزية]‏
- رندسبورغ (1995 - )
- Thisted Municipality [الإنجليزية]‏
- مينوت
- موسفلسبير

## أعلام
- بريتا براتلاند
- أوتو بنجامين أندرياس أوبيرت
- إيفن هانسن
- أوتو أولي
- هنريك إبسن